# Rotstirnamazone
Die Rotstirnamazone (Amazona autumnalis), früher Gelbwangenamazone genannt, ist eine Papageienart aus der Unterfamilie der Neuweltpapageien.

## Beschreibung
Die Grundfärbung des Gefieders dieser 34 Zentimeter groß werdenden Amazonenart ist grün. Am Kopf sind die Stirn sowie die Augenzügel rot. Am Scheitel und im Nacken weisen die grünen Federn violettblaue Spitzen auf und sind schwarzviolett gesäumt. An den oberen Wangen sowie an den Ohrdecken sind die Federn gelblich bis grün-gelblich. Der Schnabel ist gelblich hornfarben. Die Iris der Augen sind orange und die Füße sind von grünlich-grauer Farbe. Die Art weist keinen Geschlechtsdimorphismus auf.

## Unterarten
Neben der Nominatform Amazona autumnalis autumnalis werden zwei weitere Unterarten beschrieben, die sich leicht in der Gefiederfärbung unterscheiden:
- Die Salvinamazone (Amazona autumnalis salvini) unterscheidet sich von der Nominatform durch grüne Wangen und Ohrendecken.
- Die Ecuadoramazone (Amazona autumnalis lilacina) hat am Kopf eine ausgedehntere Rotfärbung. Diese Unterart wird von einigen Autoren inzwischen als eigenständige Art Amazona lilacina geführt.

Die Diademamazone (Amazona diadema) wurde früher als weitere Unterart Amazona autumnalis diadema angesehen, hat aber inzwischen Artstatus. Sie ist leicht größer als die Nominatform der Rotstirnamazone und weist eine deutlich farbenprächtigere Kopffärbung auf. Die Stirn der Diademamazone ist ziegelrot, die Augenzügel etwas kräftiger rot als die Stirn, der Scheitel ist violett gefärbt, während die Wangen gelbgrün sind. Das Verbreitungsgebiet der Diademamazone ist auf den Bundesstaat Amazonas im Nordwesten Brasiliens beschränkt.

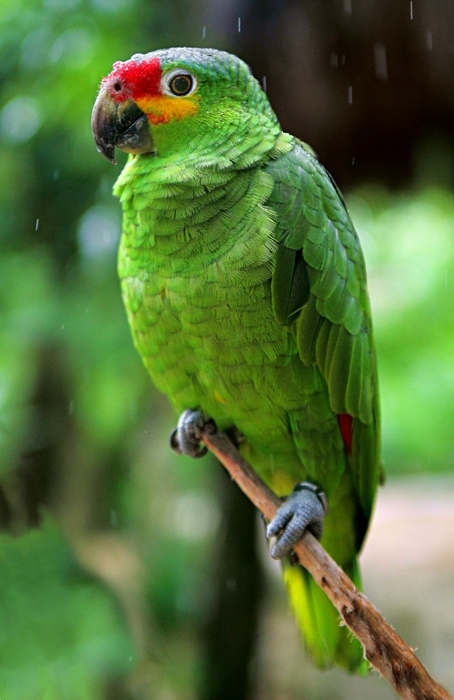
Rotstirnamazone
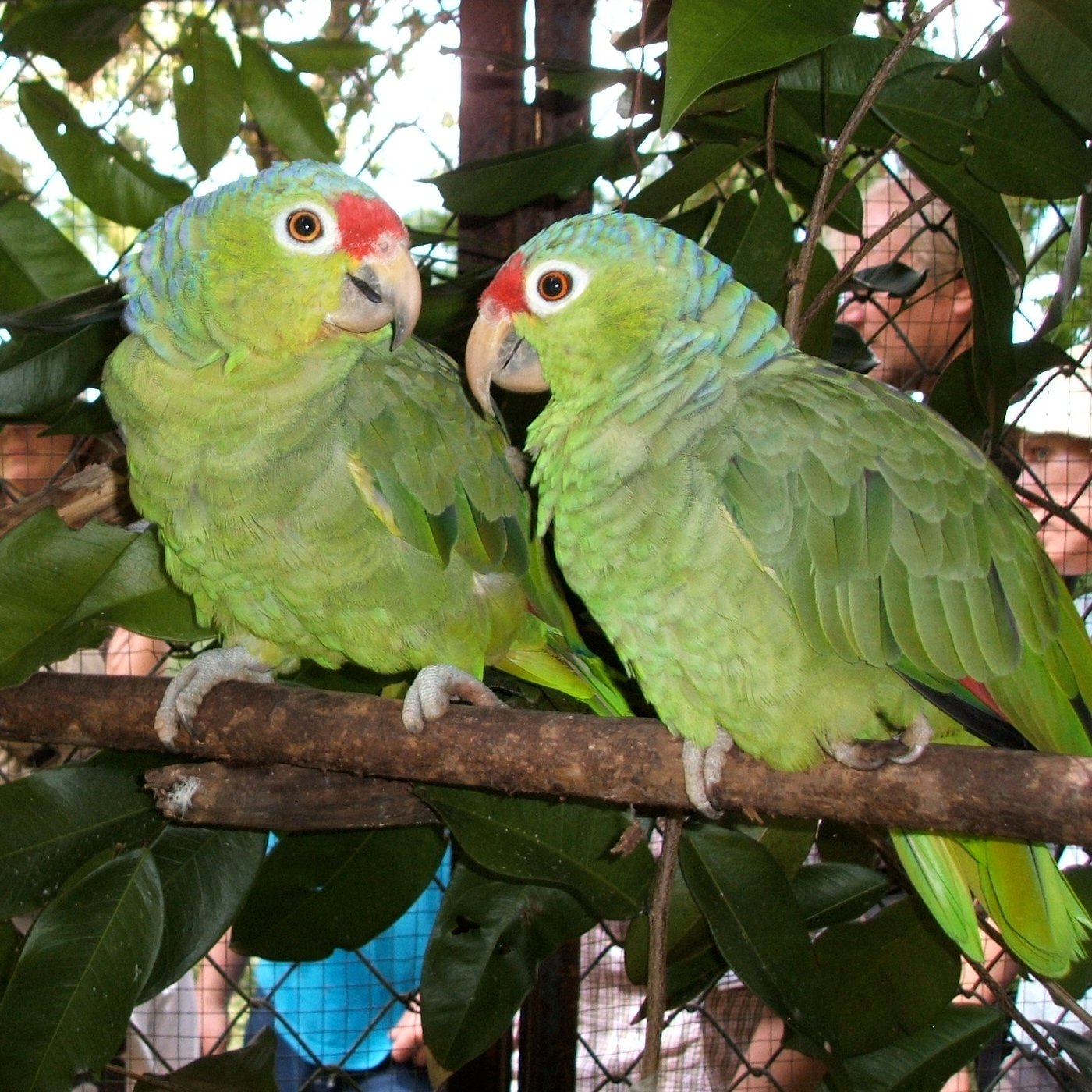
Rotstirnamazonen der Unterart Amazona autumnalis salvini
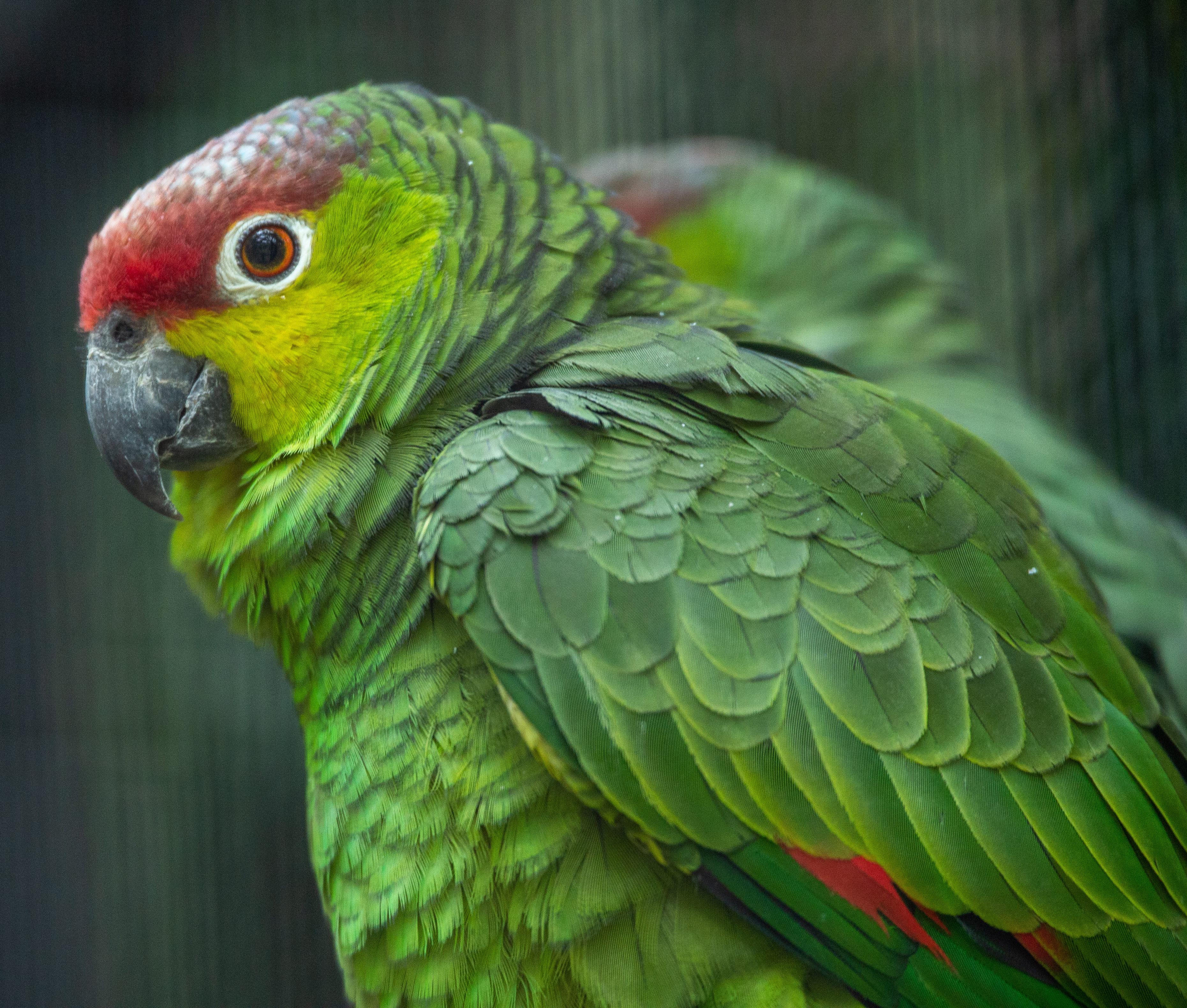
Ecuador-Amazonen (Rotstirnamazonen der Unterart Amazona autumnalis lilacina)
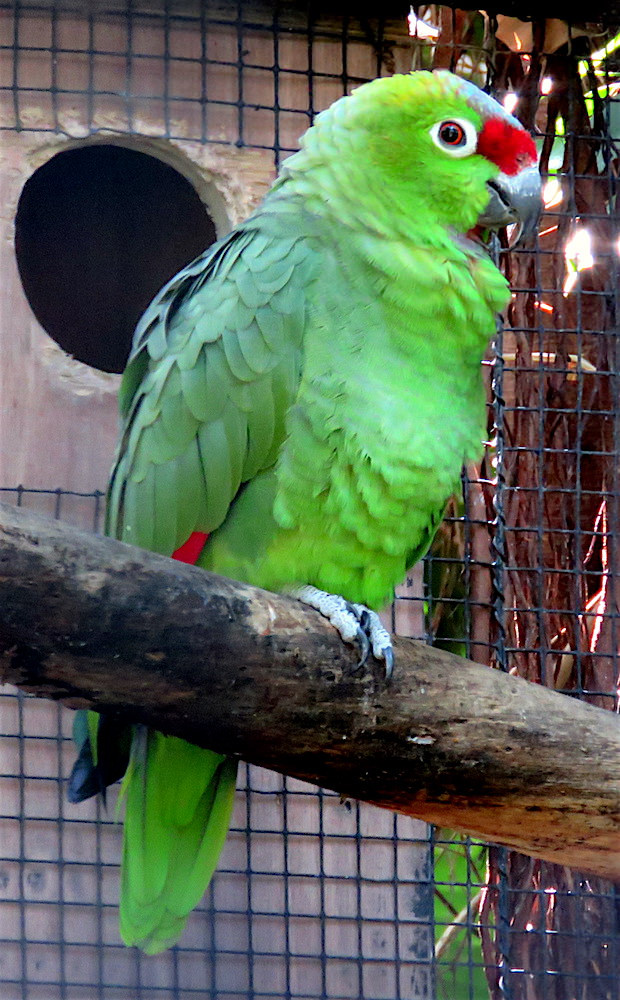
Vergleichfoto einer Diademamazone (Amazona diadema)

## Verbreitung
Das Verbreitungsgebiet dieser Art erstreckt sich vom Osten Mexikos in südlicher Richtung bis zum Amazonasbecken und dem Westen Ecuadors. Sie nutzen innerhalb dieses großen und teils disjunkten Verbreitungsgebietes eine Reihe unterschiedlicher Habitate. Sie kommen in Feucht- und Regenwaldgebieten vor, in Kiefern- wie in Laubwäldern, nutzen Mangroven- und Sumpfgebiete sowie Galeriewäldern und sind auch in Regionen anzutreffen, die einer stärkeren landwirtschaftlichen Nutzung unterliegen.

## Verhalten
Neben Früchten, Samen, Nüssen, Beeren, Blüten und Knospen fressen die Papageien auch landwirtschaftliche Anbauprodukte wie Citrusfrüchte, Mango und selbst Kaffeebohnen. Rotstirnamazonen leben paarweise, in Familiengruppen oder in Schwärmen bis zu 100 Tieren. Ihre Brutzeit ist abhängig vom Verbreitungsgebiet. In Ecuador brüten Rotstirnamazonen im Zeitraum von Januar bis März, in Panama von Februar bis April und in Belize von März bis Mai. Das Gelege umfasst drei bis vier Eier. Die Brutzeit beträgt 25 bis 26 Tage.

## Bestand
Während die Rotstirnamazone als solches nicht als bestandsbedroht gilt, trifft dies für einzelne Unterarten nicht zu. Die Ecuadoramazone gehört zu den bedrohtesten Unterarten der Amazonenpapageien. Ihr Bestand wird nur noch auf 400 bis 600 Individuen geschätzt. Für den Rückgang werden vor allem großflächige Zerstörungen des Lebensraumes sowie der Fang für den Tierhandel verantwortlich gemacht.